# Ocenebra sclera
Ocenebra sclera är en snäckart. Ocenebra sclera ingår i släktet Ocenebra och familjen purpursnäckor. Inga underarter finns listade i Catalogue of Life.